# Pyrgeia rungsi
Pyrgeia rungsi là một loài bướm đêm trong họ Noctuidae.